# フラビオ・サンドナ
フラビオ・ガブリエル・サンドナ（Flavio Gabriel Zandoná, 1967年4月8日 - ）は、アルゼンチン・ブエノスアイレス州出身のプロサッカー選手。ポジションはディフェンダー。Jリーグでの登録名はサンドナ (Zandoná) 。

## 経歴
CAサン・ロレンソ・デ・アルマグロではセンターバックでプレイしていたが、CAベレス・サルスフィエルド移籍後は右サイドバックで起用されることが多かった。ベレスではリーグ戦においては1995年アペルトゥーラ、1996年クラウスーラ、1998年クラウスーラに優勝したほか、1994年にはコパ・リベルタドーレスで優勝し、同年のトヨタカップでもサンドナ自身はサブで出場はなかったがクラブはACミランを破り優勝した。また1996年にスーペルコパ、1996年にコパ・インテラメリカーナ、1997年にレコパ・スダメリカーナに優勝した。
2000年3月1日、アビスパ福岡への加入が同クラブより発表された。契約期間は1年。福岡は井原正巳、前田浩二の獲得に失敗し、センターバックの補強が急務となっていた。名門チームでの経験豊富なDFという触れ込みでに加入し、練習試合などでも高い評価を受けていたが、妊娠中の夫人が日本での生活に馴染めず、体調不良を訴えるなど帰国精神的に不安定な状況に陥った為、3月14日に夫人と一緒にアルゼンチンに帰国。3月23日に退団が発表された。

## 個人成績
| 国内大会個人成績 | 国内大会個人成績 | 国内大会個人成績 | 国内大会個人成績 | 国内大会個人成績 | 国内大会個人成績 | 国内大会個人成績 | 国内大会個人成績 | 国内大会個人成績 | 国内大会個人成績 | 国内大会個人成績 | 国内大会個人成績 |
| 年度             | クラブ           | 背番号           | リーグ           | リーグ戦         | リーグ戦         | リーグ杯         | リーグ杯         | オープン杯       | オープン杯       | 期間通算         | 期間通算         |
| 年度             | クラブ           | 背番号           | リーグ           | 出場             | 得点             | 出場             | 得点             | 出場             | 得点             | 出場             | 得点             |
| 日本             | 日本             | 日本             | 日本             | リーグ戦         | リーグ戦         | リーグ杯         | リーグ杯         | 天皇杯           | 天皇杯           | 期間通算         | 期間通算         |
| ---------------- | ---------------- | ---------------- | ---------------- | ---------------- | ---------------- | ---------------- | ---------------- | ---------------- | ---------------- | ---------------- | ---------------- |
| 2000             | 福岡             | 26               | J1               | 0                | 0                | 0                | 0                | -                | -                | 0                | 0                |
| 通算             | 日本             | 日本             | J1               | 0                | 0                | 0                | 0                | -                | -                | 0                | 0                |
| 総通算           | 総通算           | 総通算           | 総通算           | 0                | 0                | 0                | 0                | -                | -                | 0                | 0                |